# リーフ共和国

リーフ共和国
جمهورية الريف (アラビア語)

リーフ地方の位置

リーフ共和国（リーフきょうわこく、ベルベル語: Tagduda n Arif、アラビア語: جمهورية الريف、英: The Republic of the Rif）は、第3次リーフ戦争のさなかの1921年9月18日にスペイン領モロッコから独立して樹立された国である。1926年にスペイン・フランス連合軍の攻撃により崩壊した。

## 歴史
スペインやフランスのモロッコ侵入に対し、ベルベル人は激しく抵抗したが、ベルベル人は部族間で協力することができず争いを繰り返した。1912年のフランスに対する大反乱も、民族国家を樹立することなく1月の間に失敗した。1部族の軍閥であるアブド・アルカリームはリーフ地区（モロッコ最北部の、ジブラルタル海峡から地中海に面した地方）のベルベル人のリーダーとなり、1921年、スペインからリーフの支配権を奪い返した。
独立の宣言は1921年9月18日になされ、1923年2月1日に正式にリーフ共和国が樹立された。首都はアジールに置かれ、通貨はリーフ共和国リーフェンで人口は15万人の国となり、コミンテルンやソビエト連邦の支持を得た。1925年末フランス軍とスペイン軍は50万人の兵力の連合軍を作り、数百台の戦車戦闘機でリーフ共和国を攻撃した。スペイン軍が使用した兵器にはドイツ製の毒ガス兵器もあった。リーフ共和国は1926年5月27日に崩壊した。